# Estratégia da Decepção
Estratégia da decepção é um livro sobre um ensaio de Paul Virilio publicado em 2000.